# ساتی‌بیگ
ساتی‌بیگ، ساتی خاتون ایلخان مغول، دختر محمد خدابنده الجایتو و خواهر ابوسعید بهادرخان و از زنان نامدار ایران در قرن هشتم ه‍. ق؛ و پانزدهمین و آخرین تن از ایلخانان مغول در ایران است.
در سکه‌هایی که به عنوان پادشاهی او ضرب شده این عبارت نوشته شده است: «السلطانة العادلة ساتی بک خان خلدالله ملکها»
در اوایل سلطنت ابوسعید امرا طغیان کردند و چون این فتنه را امیر چوپان سردار مقتدر و متنفذ غازان فرونشاند ابوسعید آن امیر را مورد لطف خاص قرار داد. در همین ایام موقعی که ابوسعید از زنجان به اران آمده بود دولندی همسر امیر چوپان که خواهر ایلخان بود درگذشت و ابوسعید ساتی‌بیگ را در ۲۰ رجب ۷۱۹ به ازدواج امیر چوپان درآورد. ثمرهٔ این ازدواج سه پسر بود که بزرگترین آنان سیورغان نام داشت و ششمین پسر امیرچوپان بود. در سال ۷۲۷ امیر چوپان بر ابوسعید شورید و به قصد جنگ از خراسان روی به غرب نهاد، در سمنان لشکریانش پراکنده شدند و او بناچار از بی‌راهه آهنگ خراسان کرد و در نیمهٔ راه به ساتی‌بیگ اجازه داد که همراه فرزندان نزد برادر رود. به سال ۷۳۶ ابوسعید درگذشت و آرپا خان (ارپاگاون) نوادهٔ اریق بوقا برادر هلاکو در ۱۳ ربیع‌الاول ۷۳۶ به جای او انتخاب شد و برای تحکیم وضع خود ساتی‌بیگ را در تبریز به زنی گرفت ولی آرپا خان در نزدیکی مراغه از موسی خان نام که مدعی سلطنت و به حمایت شیخ حسن کوچک (پسر امیر چوپان) مستظهر بود شکست خورد و رو به فرار نهاد و اندکی بعد کشته شد. حکومت موسی نیز دیری نپایید و امیر شیخ حسن بزرگ (ایلکانی) بر امور مسلط شد و ساتی‌بیگ را با پسرش سیورغان به دشت مغان روانه ساخت. به سال ۷۳۷ شیخ حسن کوچک (چوپانی) با ساتی‌بیگ و سیورغان که مقیم ارّان بودند متحد شد و قراجری نامی را به عنوان ساختگی تیمورتاش به سلطنت برداشت و ساتی‌بیگ را به عقد او درآورد؛ ولی شیخ حسن با قراجری هم نساخت و او را کشت. به سال ۷۳۹ چوپانیان و امرای هزاره‌ها ساتی‌بیگ را که با امیر شیخ حسن بزرگ صفایی نداشت از گرجستان بازآوردند و به مقام ایلخانی برداشتند و خطبه و سکه بنام او کردند و رکن‌الدین شیخی و غیاث‌الدین محمد علیشاهی را به وزارت او گماشتند. آذربایجان و اران تحت امر ساتی‌بیگ و شیخ حسن کوچک درآمد ولی سایر نقاط ایران هر قسمت بدست امیری از امرای سابق اولجاتیو یا ابوسعید بود. ساتی‌بیگ و شیخ حسن کوچک زمستان را در ارّان گذرانیدند، و در بهار با اردویی روی به آذربایجان نهادند. شیخ حسن بزرگ (ایلکانی) نیز بخدمت ساتی‌بیگ آمد و دست خاتون را بوسید و پس از عذرخواهی با اردو به اوجان آمد. امیر شیخ حسن کوچک می‌اندیشید که امور سلطنت از زنی بر نمی‌آید. ناگهان پس از رسیدن اردو به اوجان دستگاه ساتی‌بیگ را غارت کرد و یکی از نبیره‌زادگان یشموت پسر هلاکو را که سلیمان خان نام داشت به ایلخانی منصوب نمود و ساتی‌بیگ را به زور به زوجیت به او داد.

## به قدرت رسیدن ساتی‌بیگ
چون سلطان ابو سعید بهادر خان از خراسان به سلطانیه آمد و چندروزی به عزا و ترتیب ختم قرآن مشغول شد و از روزها در باغ‌ها و رضوان و ایوان امرا و بزرگان و اصناف را آش داد و چون بهار فرا رسید به دستور شهزاده کردوچین و دیگر بزرگان به تعیین طالع پرداخت و در سال ۷۱۸به سلطنت رسید و چون به کارفرمایی مشغول شد همهٔ احکام و فرمان‌ها و دستورهای پدر (اولجایتو) را به کار بست. نویان اعظم چوپان بیک را طبق رسم قدیم و فرمان پدر منصب امیر الامرایی ارزانی داشت و ساتی بیگ را به عقد ازدواج او درآورد.
در هنگام وفات سلطان الجایتو، شاهزاده ابو سعید در خراسان و سونج نوئین در ملازمت او و چوپان بیک در روم و ایرنجین در گرج و حسین بیک در بغداد بود و لشکر او پراکنده شده بود و کارهای مربوط به سیاست و دربار آشفته بود و جز امیر بزرگ ایسن قتلم و صاحب اعظم ملک را محافظی نبود در این حال مظفر الدنیا و الدین شاهزاده خانم کردوچین به ترتیب و تمشیت کارها پرداخت و پس از دلداری زنان به خصوصات وی رسولی تیز رفتار نزد شاهزاده ابوسعید فرستاد در سال ۶۲۴ و در مسارعت او بر سریر سلطنت مبالغهٔ زیادی کرد
ابوسعید یکی از آخرین ایلخانان سلسلهٔ ایلخانی است زیرا که بعد از مرگ ناگهانی او سلسلهٔ ایلخانان به سرعت روبه ضعف و انحطاط نمود و مقام ایلخانی در میان یک عده از شاهزادگان بی‌لیاقت خاندان چنگیزی و امرای متخاصم موضوع نزاع و کشمکش قرار گرفته و به ترتیب ممالک ایلخانی را به قسمت‌های چند مجزا ساخته بود. بزرگان در سال ۷۳۶ ه. ق نیز ظاهراً به همین دلیل فرمانروایی نوزاد ابوسعید را که دختری بود نپذیرفتند چه در این صورت دوران غرض ورزی وزیران و درباریان آغاز می‌گشت. بدیهی است چنان‌که نوزاد پسر می‌بود قاطبه وزرا و بزرگان به ایلخانی او رای می‌دادند.
در ایران چون هرج و مرج حکم فرما شد زنی به منصب فرمانروایی رسید. ساتی بیگ خواهر ابوسعید بهادر در هرج و مرج ناشی از رقابت گروهی از افراد جاه طلب در سال ۷۳۹ بر تخت فرمانروایی نشست اما سلطنتش دوامی نیافت چون وضع دشوار آن روزگار به فردی نیرومند نیاز داشت
از دیگر خاندان سلسلهٔ ایلخانی افرادی از این سلسله بعد از ابوسعید به قدرت رسیدند که عبارت اند از آرپا خان، موسی خان، محمدخان، طقاتیمور خان و در نهایت ساتی بیگ؛ که در طی به قدرت رسیدن این افراد جنگ‌هایی صورت گرفت. پس از این واقعه دو سردار جاه طلب به نام‌های حسن بزرگ جلایری یا ایلکانی و حسن کوچک چوپانی در صحنهٔ سیاست وارد شدند و به زورآزمایی پرداختند که حسن بزرگ جلایری امیر زادهٔ طغای تیمور یکی از اعقاب اوتکین برادر چنگیز خان را به سلطنت برگزید اما این امر زاده توفیق چندانی به دست نیامد و به خراسان بازگشت و حسن کوچک ساتی بیک خواهر ابوسعید بهادر را منتخب سلطنت نمود و این زن مدت کوتاهی حکومت کرد.
پریشانی دولت خاندان هلاکو و تقسیم مملکت ایران میان امیران و فرمانروایی شیخ در بغداد و استیلای فرزندان او بر سریر قدرت. شیخ حسن بر بغداد و تبریز چیره شد حسن بن مرداش بن امیر ابن امیر چوپان از مکان امارت خود و پدرش در بلاد روم لشکر بیاورد و بر تبریز غلبه یافت؛ و محمد بن انبارجی را بکشت. شیخ حسن به بغداد رفت و حسن بن مرداج در تبریز ماند و خواهر ابوسعید را که ساتی بیگ نام داشت و زن سلیمان خان از اسباط هلاکو بود به سلطنت برداشت و در تبریز استیلا یافت او را بدان سبب که با شیخ حسن صاحب بغداد هم نام بود و به سال از او کمتر بود شیخ حسن بزرگ نام نهادند و آن یک را شیخ حسن بزرگ. شیخ حسن کوچک دپس از آنکه ساتی بیک را سرنگون کرد و سلیمان خان را از اعقاب هلاکو به خانی برداشت اینک از او بیمناک شده و او را به قتل رساند و خود به تنهایی زمام امور را به دست گرفت. شیخ حسن کوچک پسر دمرداش در سال ۷۴۴ در تبریز به قتل رسید و برادرش ملک اشرف به جای او نشست. پس شیخ حسن بزرگ نیز در سال ۷۵۷ در تبریز به هلاکت رسید.